# Фудо водопад
Фудо водопад (不動の滝 Fudō-no-taki) је водопад у граду Хачимантај, префектура Ивате, Јапан, на делу реке Апи.
То је један од водопада у публикацији "Јапанских топ 100 водопада", објављеној од стране јапанског Министарства за заштиту животне средине 1990. године.